# Tension (album de Die Antwoord)
Pour les articles homonymes, voir Tension.
Albums de Die Antwoord
Ekstra
(2010) Donker Mag
(2014)
Singles
1. Fok Julle Naaiers
Sortie : 7 novembre 2011
2. I Fink U Freeky
Sortie : 31 janvier 2012
3. Baby's On Fire
Sortie : 5 juin 2012
4. Fatty Boom Boom
Sortie : 16 octobre 2012

Tension (stylisé en Ten$Ion) est le deuxième album studio de la formation musicale sud-africaine Die Antwoord. Il est sorti en version numérique sur l'iTunes Store le 29 janvier 2012, et en version physique le 7 février de la même année. L'album est sorti sur leur propre label musical Zef Recordz, à la suite de leur départ de leur ancien label Interscope.

## Liste des pistes
| 1.    | Never Le Nkemise 1            | Watkin Tudor Jones, DJ Hi-Tek                  | 2:52 |
| 2.    | I Fink U Freeky               | Yolandi Visser, Lily Roberts, DJ Hi-Tek, Jones | 4:40 |
| 3.    | Pielie (Skit featuring Ninja) | Leon Du Toit                                   | 0:09 |
| 4.    | Hey Sexy                      | Visser, DJ Hi-Tek, Jones                       | 5:08 |
| 5.    | Fatty Boom Boom               | DJ Hi-Tek, Visser, Jones                       | 3:45 |
| 6.    | Zefside Zol (Interlude)       | DJ Hi-Tek, Jones                               | 0:56 |
| 7.    | So What?                      | Visser, DJ Hi-Tek, Jones                       | 3:51 |
| 8.    | Uncle Jimmy (Skit)            | Uncle Jimmy, DJ Hi-Tek, Visser                 | 1:21 |
| 9.    | Baby's On Fire                | Jones, DJ Hi-Tek, Visser                       | 3:56 |
| 10.   | U Make a Ninja Wanna Fuck     | Jones                                          | 3:16 |
| 11.   | Fok Julle Naaiers             | Jones, DJ Hi-Tek, Visser                       | 3:54 |
| 12.   | DJ Hi-Tek Rulez               | DJ Hi-Tek                                      | 1:37 |
| 13.   | Never Le Nkemise 2            | Jones, Visser, DJ Hi-Tek                       | 3:21 |
| 38:46 |                               |                                                |      |

- Never Le Nkemise 1 contient une interpolation d'Unbelievable d'EMF.
- Hey Sexy contient une interpolation d'America Fuck Yeah de Trey Parker et Matt Stone, de Move Bitch de Ludacris ainsi que de Ziwzih Ziwzih OO-OO-OO de Delia Derbyshire.
- Fatty Boom Boom contient des samples de SlaughtaHouse de Masta Ace Incorporated et de My Name Is d'Eminem.
- Baby's On Fire contient des samples de Frequency d'Altern 8 et d'Anasthasia de T99.
- U Make a Ninja Wanna Fuck contient un sample de I Think We're Alone Now de Tommy James and the Shondells.
- DJ Hi Tek Rulez contient un sample de N.T. de Kool & the Gang.
- Baby's On Fire a été tourné à Johannesbourg dans un petit complexe d'appartements[3], quelques maisons ont été repeintes.
- I Fink U Freeky contient des samples de Jump du groupe The Movement.

## Classement hebdomadaire
| Classement (2012)                        | Meilleure position |
| ---------------------------------------- | ------------------ |
| Australie (ARIA)                         | 38                 |
| Belgique (Flandre Ultratop)              | 40                 |
| Belgique (Wallonie Ultratop)             | 156                |
| Canada (Canadian Albums)                 | 73                 |
| États-Unis (Billboard 200)               | 143                |
| États-Unis (Top Dance/Electronic Albums) | 8                  |
| États-Unis (Top Rap Albums)              | 12                 |
| Pays-Bas (Mega Album Top 100)            | 87                 |
| Suisse (Schweizer Hitparade)             | 100                |

## Historique de sortie
| Pays       | Date            | Format(s)                | Label       |
| ---------- | --------------- | ------------------------ | ----------- |
| États-Unis | 29 janvier 2012 | Téléchargement numérique | Zef Recordz |
| États-Unis | 7 février 2012  | CD                       | Zef Recordz |